# I’ve Seen That Face Before (Libertango)
I’ve Seen That Face Before (Libertango) – singel jamajskiej piosenkarki Grace Jones wydany w 1981 roku przez Island Records.
Piosenka jest adaptacją klasycznego „Libertango”, oryginalnie skomponowanego i wydanego w 1974 roku przez Ástora Piazzollę, w aranżacji w stylu reggae i z nowym tekstem napisanym przez Jones z Barrym Reynoldsem. Tekst zawiera ciąg pytań retorycznych w języku francuskim: Tu cherches quoi? À rencontrer la mort? Tu te prends pour qui? Toi aussi tu détestes la vie... (pol. Czego szukasz? Śmierci? Za kogo się uważasz? Nienawidzisz życia, ty też...). Piosenka została także nagrana w wersji hiszpańskiej. W teledysku do piosenki Jones wykonuje utwór grając na akordeonie, choć w oryginale był on wykonywany na bandoneonie. Nagranie zostało wydane jako singel promujący album Nightclubbing i osiągnęło spory sukces na listach przebojów, w tym numer 1 w Belgii, i jest jedną z najbardziej rozpoznawalnych piosenek Grace Jones. Utwór został wykorzystany w filmach Jak to się robi w Chicago (1986) i Frantic (1988), a także w serialu Pose (2018).

## Lista ścieżek
- Singel 7" (UK)

A. „I’ve Seen That Face Before (Libertango)” – 4:29
B. „I’ve Seen That Face Before (Libertango)” (Spanish Version) – 4:29
- Singel 7" (Niemcy)

A. „I’ve Seen That Face Before (Libertango)” – 4:29
B. „Warm Leatherette” – 4:25
- Singel 12" (Niemcy)

A. „I’ve Seen That Face Before (Libertango)” – 5:36
B. „Pull Up to the Bumper” – 5:01

## Notowania
| Kraj                        | Najwyższa pozycja |
| --------------------------- | ----------------- |
| Belgia (Ultratop Flandria)  | 1                 |
| Holandia (MegaCharts)       | 4                 |
| Niemcy                      | 16                |
| Szwajcaria                  | 9                 |
| Szwecja (Sverigetopplistan) | 20                |